# 夏洞寺
夏洞寺位於四川省自貢市雙塘鄉，文物遺址年代判定為清。1991年4月16日公佈為四川省第三批文物保護單位。